# Frederikke Federspiel
Frederikke Federspiel, nata Frederikke Jakobine Federspiel (Horsens, 25 gennaio 1839 – Aalborg, 16 giugno 1913) è stata una fotografa danese, considerata la prima professionista del suo paese dopo Caroline Hammer.

## Biografia
Proveniente da una famiglia di estrazione borghese, insieme ad una sorella e cinque fratelli. Il padre, Otto, morì nel 1845 e la madre, Marie Christine Hansen, divenne una commerciante di moda ed una sarta per sostenere la famiglia. Dopo la morte di sua madre nel 1874, Federspiel si recò ad Amburgo per apprendere le tecniche fotografiche, vivendo con suo zio, Poul Friedrich Lewitz e sua zia Juliane. Ad Amburgo divenne apprendista di suo cugino Alfred Lewitz, anche lui fotografo. 
Nel 1876 fu la prima donna a fare domanda per aprire un atelier fotografico, stabilendosi ad Aalborg, dove già esercitavano altri due professionisti, uno dei quali era il noto Heinrich Tønnies. Ciononostante, ottenne il secondo fatturato più alto della città. In quel periodo arrivò ad Aalborg la sorella Sophie per lavorare come commessa di moda e ricamo. Così mentre Sophie svolgeva il suo lavoro nel salotto al primo piano, Frederikke aveva allestito lo studio fotografico all'ultimo piano per sfruttare al meglio la luce. Nel 1878 si ammalò gravemente e trascorse otto mesi in ospedale cui seguirono altri tre mesi nel sanatorio di St. Oluf a Modum, in Norvegia. Negli anni successivi sarebbe tornata più volte alle terme con la sorella dove trascorse le vacanze estive nelle nuove località balneari di Blokhus, Løkken e Fanø.
Nel 1883 Federspiel e una fotografa di Randers, Nielsine Zehngraf, furono tra le prime donne ammesse all'Associazione fotografica danese; due anni dopo, ricevette un riconoscimento per le sue fotografie. Espose le sue opere anche a Copenaghen nel 1888.
Nel 1899 produsse dei gioielli in smalto e gemelli con fotografie incastonate per i quali utilizzò positivi diretti, prodotti con una fotocamera moltiplicatrice con quattro obiettivi. Per ottenere l'attrezzatura necessaria, aveva preso accordi per importarla dagli Stati Uniti in quanto ciò le avrebbe facilitato il proprio lavoro. I gioielli furono esposti in una mostra di Natale presso l'Associazione dell'industria a Copenaghen, attirando l'attenzione anche della famiglia reale. Questo fatto le consentì di avere nella sua clientela la principessa Alessandra di Danimarca e la zarina Dagmar di Danimarca.
Utilizzò lastre asciutte che offrivano un metodo di esposizione e sviluppo più sicuro ed economico e fu anche una delle prime a sperimentare la potenza del magnesio per il flash installando lampade elettriche nel suo studio quando l'elettricità arrivò ad Aalborg nel 1901. All'inizio del secolo iniziò a vendere macchine fotogbrtafiche e a dare lezioni di fotografia: tra i suoi studenti figurarono nomi che sarebbero diventati noti nel suo paese e non solo, tra i quali Ernst Gøpel, Fritz Karner e Georg Bendtzen Holm, Il suo ultimo allievo Hans Johansen (1875-1962) rilevò l'atelier nel 1908, quando Federspiel decise di cessare l'attività. 
Peraltro, le notizie su Johansen sono molto sommarie: sappiamo che nel 1909 si bruciò gravemente una mano con lo scoppio di una lampada al magnesio. Successivamente emigrò nel 1912 con la famiglia in Svezia, cambiando il nome in Hans Christian Mikkelsen Drott. Dopo aver lavorato nell'atelier Dahllöf a Stoccolma, aprì un proprio studio ad Hässleholm.

## Galleria d'immagini

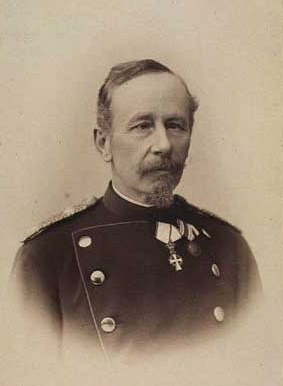
L'ufficiale danese Otto Julius Georg Johannsen, 1870-80
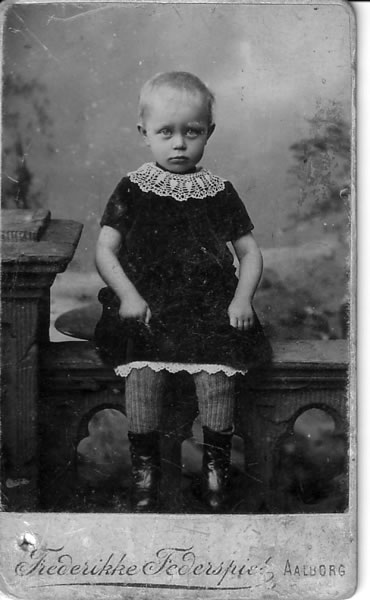
Dorothy Sørensen a due anni, 1890
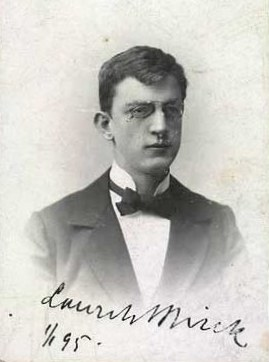
L'economista Lauritz Vilhelm Birck, 1895
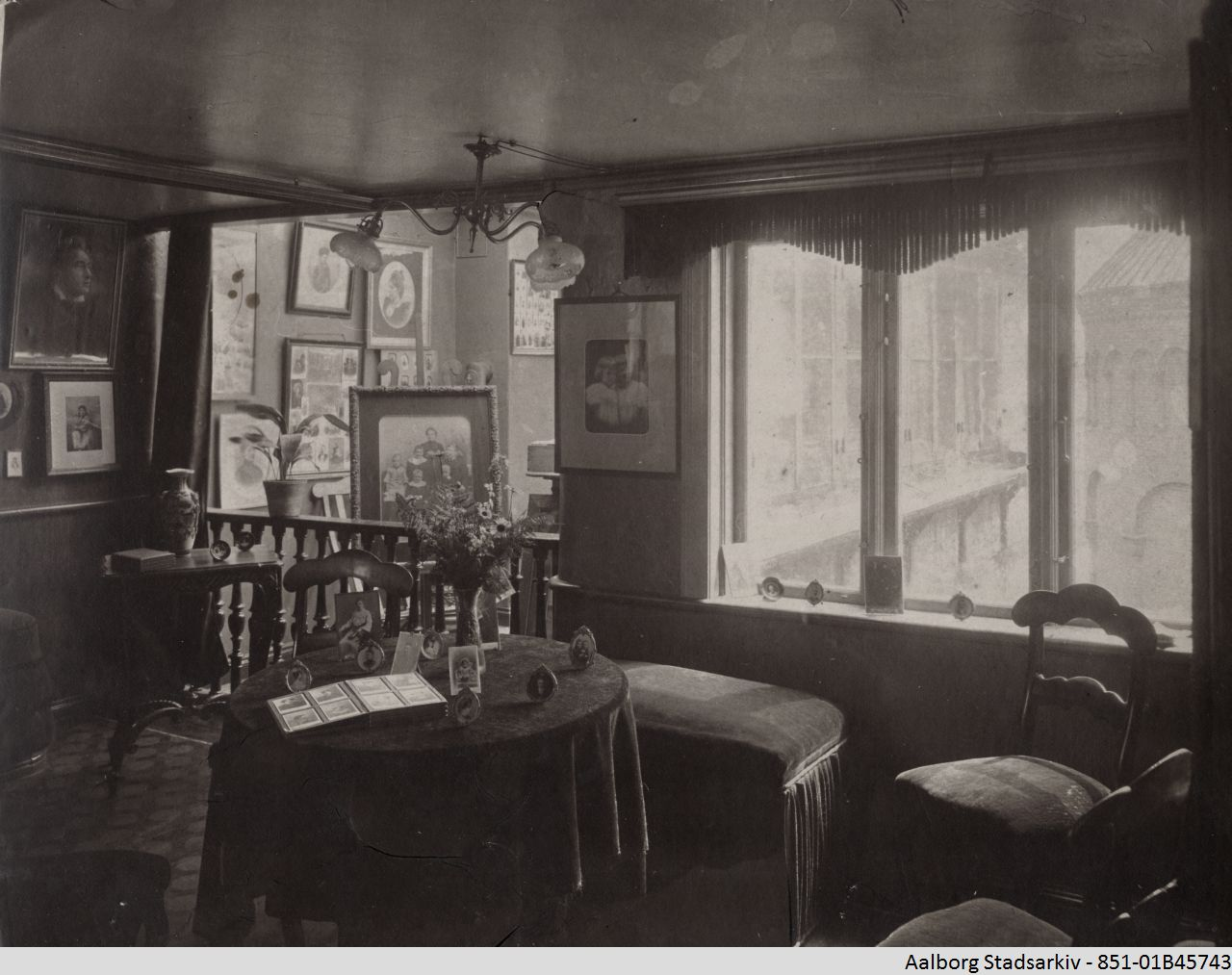
L'atelier, 1907
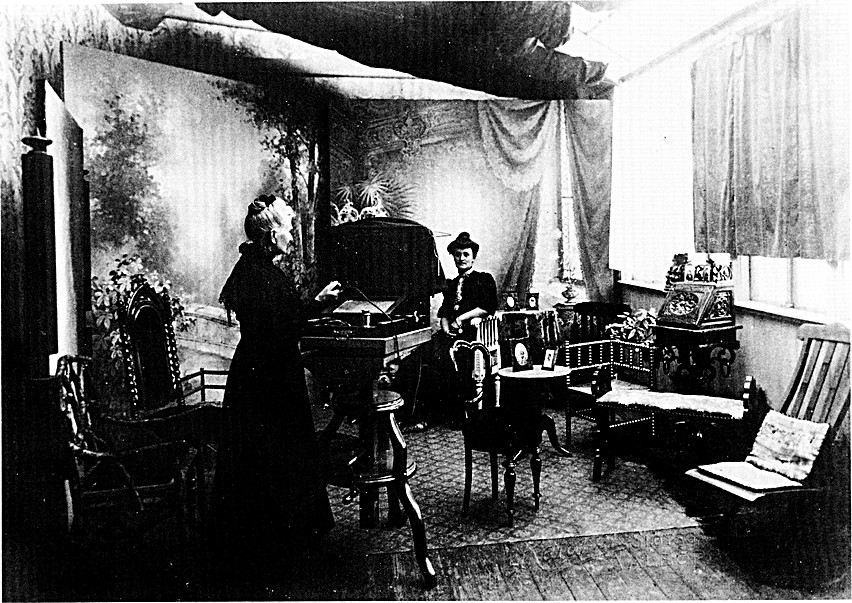
Federikke Federspiel con una cliente, 1910